# علم و زندگی
علم و زندگی مجلّه‌ای بود که به ریاستِ خلیل ملکی در اواخرِ دههٔ ۱۳۳۰ و سالِ ۱۳۴۰ نیز منتشر می‌شد. از نویسندگانِ مقالاتش، غیر از خودِ ملکی، می‌شود جلال آل احمد و داریوش آشوری و بهرام بیضایی را نام برد.